# Rogelio Luque
Rogelio Luque Díaz (Priego de Córdoba, 15 de abril de 1897-Córdoba, 16 de agosto de 1936) fue un librero y editor de Andalucía, España.

## Biografía
Marchó a Córdoba en 1919 y junto a su hermano fundó la Librería Luque que, con el tiempo, se fue convirtiendo también en una pequeña empresa editorial de la ciudad. Participó en los movimientos culturales cordobeses. Fue un destacado promotor del idioma internacional esperanto. A él se debe la primera edición de una guía turística de la ciudad y, además de editar, escribió para diversas publicaciones literarias.

## Segunda República
Según documentos del PSOE, Rogelio Luque representó a la Agrupación Socialista de Córdoba en el Congreso Extraordinario del partido en 1931.

## Guerra Civil
Al inicio de la Guerra Civil, ocupada Córdoba por las tropas sublevadas, desde el Gobierno Civil se dictó un bando para que libreros y vendedores de periódicos dejasen de vender  y entregasen a las autoridades ejemplares que defendieran "teorías marxistas, anarquistas o efectúen estudios de actualidad bajo un prisma de izquierdismo". Poco después, el 16 de agosto, Rogelio fue ejecutado "por tener libros marxistas en su establecimiento o ser activo propagandista", al decir de la prensa del momento.